# Compsodrillia tristicha
Compsodrillia tristicha är en snäckart som först beskrevs av Dall 1889.  Compsodrillia tristicha ingår i släktet Compsodrillia och familjen Turridae. Inga underarter finns listade i Catalogue of Life.